# Sally Eilers
Sally Eilers (New York, 11 december 1908 - Woodland Hills, 5 januari 1978) was een Amerikaanse actrice.

## Levensloop en carrière
Eilers begon haar carrière in 1927 in The Red Mill met Louise Fazenda en Marion Davies. In 1928 werd ze verkozen tot een van de WAMPAS Baby Stars. In de jaren 30 speelde ze verschillende hoofdrollen zoals in Bad Girl (1931), Central Airport (1933) en State Fair (1933). Na de jaren 30 kreeg ze nog amper rollen aangeboden. Haar bekendste rol uit die tijd is in Strange Illusion (1945).
Eilers was viermaal gehuwd. Ze overleed in 1978 op 69-jarige leeftijd. Ze ligt begraven op Forest Lawn Memorial Park (Glendale).